# Austrochaperina robusta
Espèce
Statut de conservation UICN

 LC  : Préoccupation mineure
Austrochaperina robusta est une espèce d'amphibiens de la famille des Microhylidae.

## Répartition
Cette espèce est endémique du Nord-Est du Queensland en Australie. Elle se rencontre du centre du plateau d'Atherton jusqu'aux chaînes de Cardwell et Paluma, ce qui représente une aire de répartition d'environ 9 000 km2. Elle est présente aux altitudes supérieures à 360 m,.

## Description
Austrochaperina robusta mesure environ 30 mm.

## Publication originale
- Fry, 1912 : Description of Austrochaperina a new Genus of Engystomatidae from North Australia. Records of the Australian Museum, vol. 9, p. 87-106 (texte intégral).